# Marie-Christine Debourse
Marie-Christine Debourse (* 24. September 1951 in Wambrechies) ist eine ehemalige französische Leichtathletin, die im Fünfkampf sowie im Hochsprung an den Start ging. 1975 wurde sie bei den Halleneuropameisterschaften in Katowice Vizehalleneuropameisterin im Hochsprung.

## Sportliche Laufbahn
Erste internationale Erfahrungen sammelte Marie-Christine Debourse vermutlich im Jahr 1969, als sie bei den Europameisterschaften in Athen mit 4419 Punkten auf den elften Platz im Fünfkampf gelangte. 1971 schied sie bei den Europameisterschaften in Helsinki mit 1,71 m in der Hochsprung-Qualifikation aus und im Jahr darauf gelangte sie bei den Olympischen Sommerspielen in München mit 4239 Punkten auf den 17. Platz im Fünfkampf. 1974 belegte sie bei den Europameisterschaften in Rom mit 1,83 m den neunten Platz im Hochsprung und im Jahr darauf gewann sie bei den Halleneuropameisterschaften in Katowice mit 1,83 m die Silbermedaille hinter der Ostdeutschen Rosemarie Ackermann. 1976 belegte sie bei den Halleneuropameisterschaften in München mit 1,86 m den vierten Platz und im Juli gelangte sie bei den Olympischen Sommerspielen in Montreal mit 1,84 m im Finale auf Rang 15. Im Jahr darauf beendete sie ihre aktive sportliche Karriere im Alter von 27 Jahren.
In den Jahren 1971 und von 1973 bis 1977 wurde Debourse französische Meisterin im Hochsprung im Freien sowie 1975 und 1976 in der Halle. Zudem wurde sie 1969, 1972 und 1973 sowie von 1975 bis 1977 Landesmeisterin im Fünfkampf.